# Чирва
Чи́рва, че́рва — червона масть в картковій колоді у вигляді сердечок. В італо-іспанській колоді має назву «кубки».
У преферансі та деяких інших іграх чирва вважається четвертою за порядком мастю в колоді: піка, трефа, бубна, чирва.
У бриджі — третя за порядком масть в послідовності: трефа, бубна, чирва, піка (впорядковано за англійськими назвами — clubs, diamonds, hearts, spades). Чирва поряд із пікою — мажорна масть; при грі з козирем чирва кожна взятка поверх шостої приносить 30 очок. Для гейму потрібно замовити й зіграти чотири чирви.

## Коди символу масті при наборі текстів
Юнікод — U+2665 і U+2661
♥ ♡
HTML — &#9829; (або &hearts;) і &#9825;
♥ ♡

## Зразки карт

Туз
2
3
4
5
6
7
8
9
10
Валет
Дама
Король